# Spieß-Gletscher
Der Spieß-Gletscher ist ein 13 km langer Gletscher an der Black-Küste des Palmerlands auf der Antarktischen Halbinsel. Auf der Merz-Halbinsel fließt er in nördlicher Richtung zu einer kleinen Nebenbucht östlich des Hjort-Massivs auf der Südseite des Hilton Inlet.
Der United States Geological Survey kartierte ihn anhand eigener Vermessungen und Luftaufnahmen der United States Navy aus den Jahren von 1966 bis 1969. Der British Antarctic Survey nahm zwischen 1974 und 1975 weitere Vermessungen vor. Das UK Antarctic Place-Names Committee benannte ihn 1977 nach Fritz Spieß (1881–1959), nach dem Tod von Alfred Merz wissenschaftlicher Leiter der Deutschen Atlantischen Expedition (1925–1927).